# Kostermansindiopsis theobromae
Kostermansindiopsis theobromae är en svampart som beskrevs av R.F. Castañeda 1986. Kostermansindiopsis theobromae ingår i släktet Kostermansindiopsis, divisionen sporsäcksvampar och riket svampar.   Inga underarter finns listade i Catalogue of Life.